# 市古尚三
市古尚三（日语：いちこ しょうぞう，1917年11月13日—2014年2月16日），日本爱知县人，日本经济学家，中国经济史专家。

## 生平
1941年，毕业于拓殖大学商学部。之后留校担任教授。1973年，担任拓殖大学研究所長。1977年，担任副校长。1984年，担任日本私立短期大学协会理事。2014年2月16日，在東京都去世，享年98岁。

## 著書
- 『明代貨幣史考』（鳳書房、1977年）
- 『清代貨幣史考』（鳳書房、2004年）

## 脚注
1. ↑  市古尚三さん死去　拓殖大名誉教授、中国経済史 （页面存档备份，存于） 著名人の葬儀 2014年3月3日